# 特丽珑
特麗霓虹，又譯特麗瓏，香港有時譯作，是日本索尼公司为其采用特殊结构的彩色阴极射线管（CRT）注册的商标，被用于制造彩色电视、彩色监视器和彩色电脑监视器，于1967年开发成功；到2007年由于液晶显像技术的冲击，而在全球范围停产。

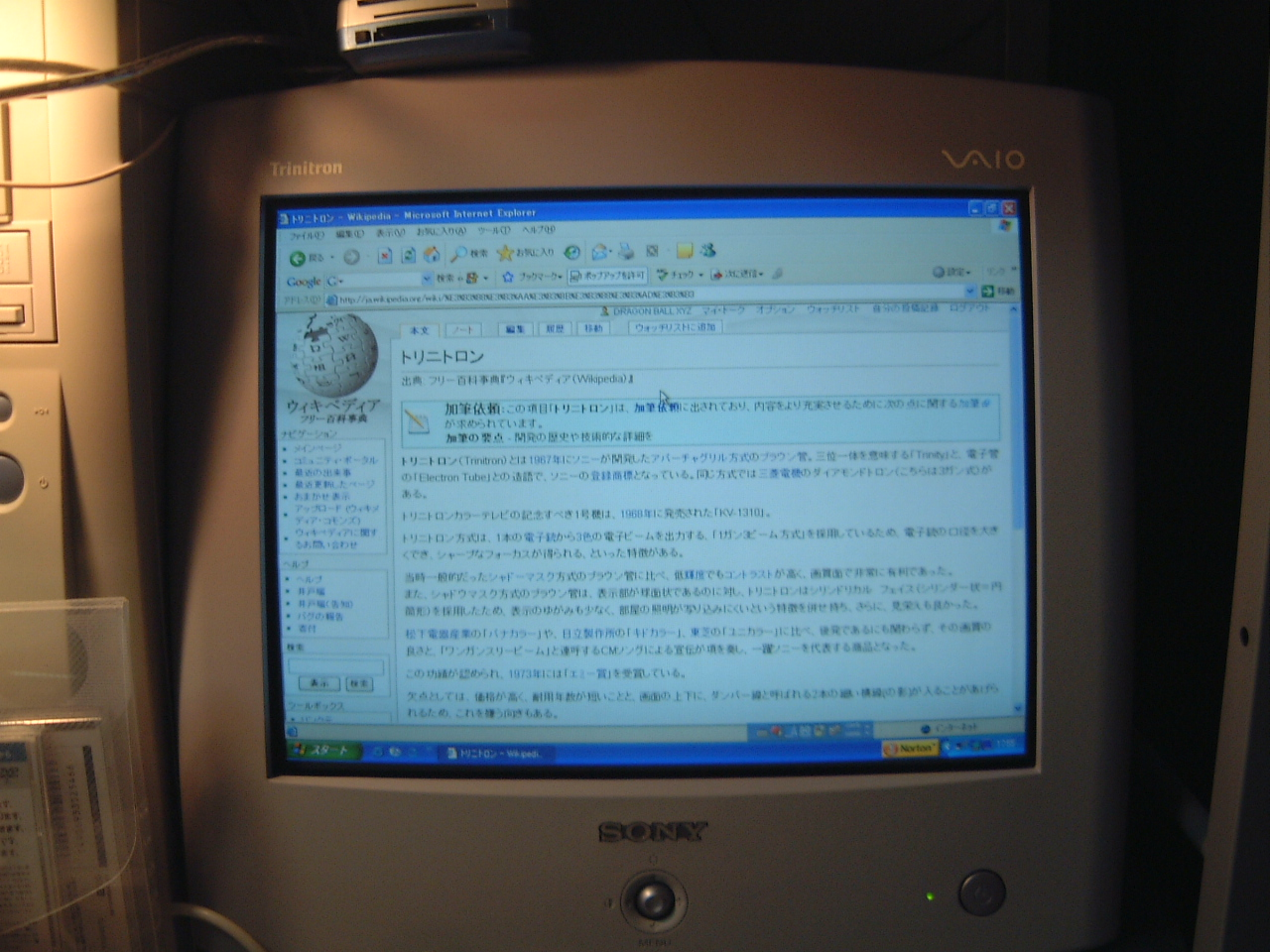
一台特丽珑显示器

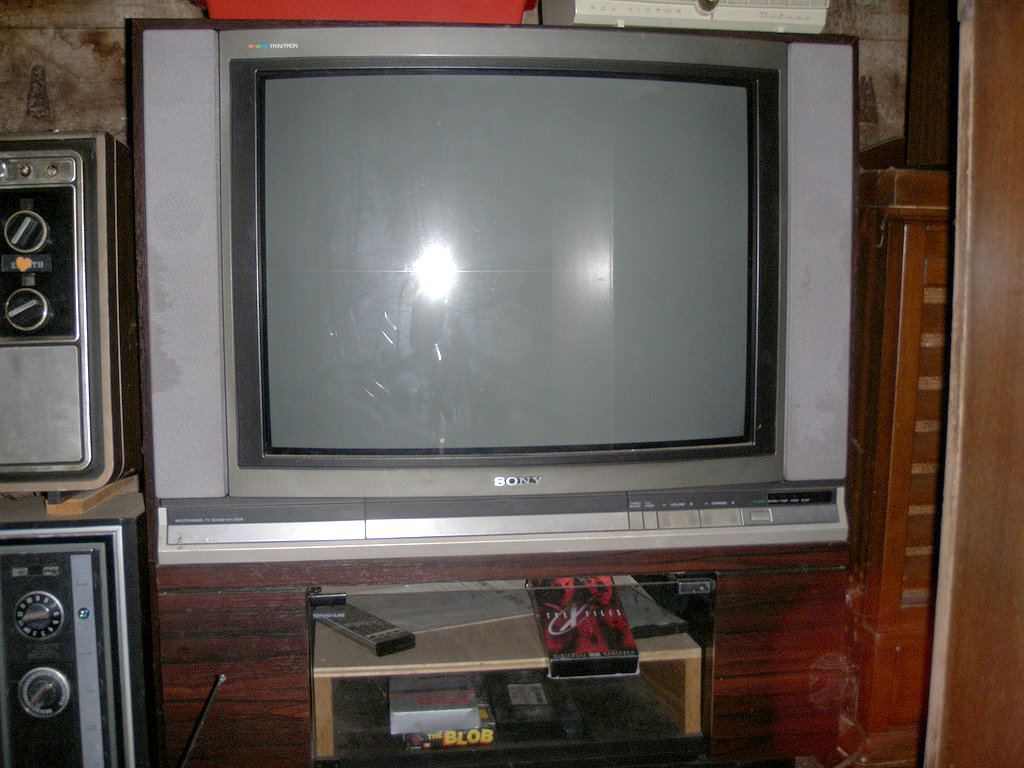
一台特丽珑电视

特麗霓虹陰極映像管因为几大优势被认为是市面上性能最好的彩色显象管之一，其时在广播专业领域和专业电脑绘图领域具有独占鳌头的市占率。索尼公司自己制造采用特丽珑管的显像设备，同时也把此管成品卖给其他专业厂家，这些厂家可以采用自己的电路设计驱动特丽珑管（例如德国根德(Grundig)部分型号彩电，和电脑监视器领域的EIZO Flexscan系列，都属于此种情况）。

## 技术特点
- 特丽珑的构造为单枪三束管，即红绿蓝（RGB）的三個陰極共用一套加速電極及电子透鏡；由於三個陰極呈水平排列加上柱面显像管的結構，最大优点是垂直方向的三色汇聚容易，幾乎不需垂直動態汇聚，水平汇聚亦採用特殊的高壓靜電曲折方式，能很容易的透過電壓實現調節。而其他公司所生产的彩管为三枪三束式，尤其是早期的三枪三角排列的電子槍，須同時滿足輻向及橫向的三色汇聚，加上垂直方向的動態汇聚搭配球面显像管而更顯困難，量產时汇聚的调整难度大于特丽珑。同時由於单枪共用一套电子透鏡，同管頸尺寸下能容下較粗大直徑的电子透鏡，理論上容易獲得更細小的焦點。另外由於三電子束會有兩度交叉，便於在此處增設額外的電磁聚焦裝置及速度調制裝置，而不會對三色汇聚造成太大影響。
- 相比竞争对手早期多数采用的球面显像管，初代的特丽珑为水平方面凸起而垂直方面笔直，故称‘柱面显像管’，观感更为平坦自然且斜看時造成的几何失真更小，同時也較不易使天花板的照明反射至觀賞者的視線。到1996年，索尼更率先开发出视觉上垂直水平方向皆平直的平面直角特丽珑(FD Trinitron)。但是這種較扁平的結構也造成了玻璃需較厚，重量較其他球面显像管重的缺點，尤其在大尺寸上重量差異更為明顯。
- 特丽珑的光栅结构为荫栅式(Aperture grille)，荧光体分布为垂直整条的红-绿-蓝，而非其他厂家常用的荫罩式或簾狀罩，前者的光靶为圆球形的交错小颗粒，而后者則像垂直方像堆砌的磚塊。垂直整条的設計有利於減少選色裝置對荧光体的遮蔽，大幅提高開口率，有利于清晰度和亮度的提升，或者有利于生產更小荫栅間距的显像管，從而提升精細度。同時由於垂直方向連續不間斷，不存在垂直方向的莫列波紋干涉(Moiré pattern)，这项特性对电脑时代的高分辨率文字显示更是至关重要，尤其是印刷用的網點圖案。相較於荫栅式显像管，採用一般荫罩式或簾狀罩的显像管，近看時比較容易有種隔著一層網狀紗窗的感覺。

## 规格

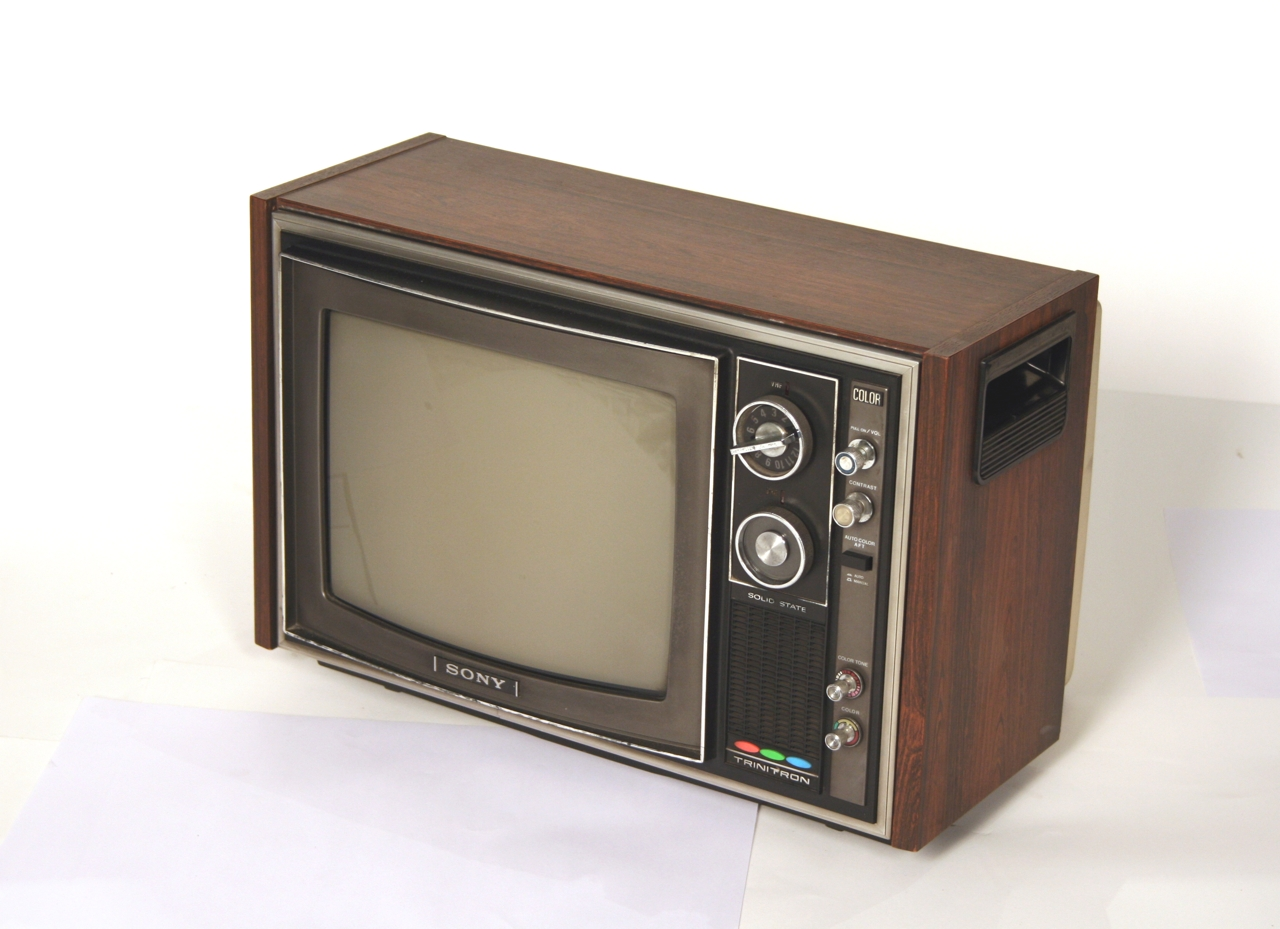
Televisore_CRT,_a_colori,_13_pollici,_da_tavolo,_a_transistor_-_Museo_scienza_tecnologia_Milano_12154

- 早期的特丽珑显像管電視均为4:3格式，到1990年推出16:9格式的HD宽荧幕特丽珑，1991年推出超級特丽珑(較黑且較平)，1996年推出超級平面特丽珑(純平面)，相同內容隔年統一更名為FD特丽珑。
- 从尺寸划分，特丽珑的尺寸从用于现场监视的3英寸袖珍型，到后期於美國量产的型号可达到40英寸（4：3，但北美標示為38），1989年曾於日本最大尺寸达到45英寸（4：3）的KX-45ED1，為個別定製生產，且重量達到200kg，為全世界最大的單管直視型顯像管紀錄。小尺寸电脑监视器及HR特丽珑采用90度偏转，而大尺寸電視通常采用112或114度的大角度偏转。
- 特丽珑的画面细腻程度可以用其垂直条栅的水平间距表示。该距离越细，理論上画面也越细腻，不過栅距與電子槍的聚焦能力沒有直接關係。但由於少了蔭栅的切割效果，細栅距反而對電子槍的聚焦能力要求更高，造成在家用機上有時反而有較模糊的現象，同時對地磁干擾甚為敏感，亮度也會略低一些，又由於過細的栅距會使螢光體間的塗碳困難，屏幕底色較灰白，於亮處觀看的對比較低，故不使用於一般家用電視(有些电脑彩色监视器使用表面鍍層改善對比)。常規29英寸特丽珑的栅距約在0.7~0.9mm附近。最后一代用于家用HDTV的特丽珑，該系列商業名稱為“Super Fine Pitch”（簡稱SFP超精细间距），該款式36英寸的中央栅距是0.47mm。而廣播用途及电脑彩色监视器的部分型号採用了HR特丽珑(即High-Resolution，高解析度之意)，其中32英寸的BVM-D32E1WU及24英寸的BVM-D24E1WU，中央栅距分別是0.32mm與0.25mm。而後期用于电脑彩色监视器的21英寸特丽珑基本都有0.24mm的栅距，其中部份型号（僅有GDM-F500、GDM-F500R及GDM-F520三款）甚至达到全屏單一0.22mm的栅距，但此機型並無代工給其他廠商。2001年，索尼在电子展中甚至展出了0.18mm间距的技术展示机，但没有下文。
- 最後一版本的Trinitron商標於1991年統一。FD特丽珑及超級特丽珑通常在機殼正面一律只會標示統一的Trinitron商標，HR特丽珑則會取代原本特丽珑商標，Super Fine Pitch機種則於機殼正面下方另有一獨立的商標。值得注意的是，用于电脑彩色监视器的特丽珑，僅管實際上使用的顯像管本身與HR特丽珑幾乎完全相同，但為了市場區隔，並不會打上HR特丽珑商標。而末期家用HDTV的HR系列如KV-HR36M90或KD-36HR500等，僅管型號中有HR字樣，但使用的僅為Super Fine Pitch顯像管。

## 专利
索尼公司在很长时间内拥有这种设计的专利权，专利权过期后，其他的一些公司可以将自己生产的的这种显像管产品以珑结尾的名字命名，最有名的日本三菱公司(與NEC合作)为电脑监视器开发的‘钻石珑’(Diamondtron)系列显像管。‘钻石珑’管也采用了特丽珑的荫栅结构，但没有采用索尼的单枪构造，是三枪三束管。钻石珑上市之後，由於三菱出售映像管給第三方廠商較為積極，有數量及價格上的優勢，效果與特丽珑雖互有長短，但整體有同一水準，打破了特丽珑的獨霸狀態。甚至在末期瓜分了大半电脑顯示器銷售台數，特別在第三方生產的品牌及中價位帶的市場。
儘管不為一般人所知，部份HR特丽珑及电脑顯示器事實上也採用了三枪三束的架構，並且與钻石珑採用類似的多重電子透鏡來聚焦，並捨棄了兩度三束交叉與靜電曲折匯聚的傳統，但前方仍維持荫栅结构，實質上與钻石珑的三枪三束相當接近。不過索尼公司並沒有對外明示這項更動，仍然以HR特丽珑及特丽珑的名稱販售這些顯像管。僅管這些顯像管架構與钻石珑類似，不過顯像管本身仍由索尼的工廠自行生產，其他部分也保留與以往的特丽珑類似(如重量等)。
在一段时间内，采用特丽珑陰極映像管的显示器也被苹果电脑、IBM、惠普、戴尔、迪吉多公司（Digital Equipment Corporation）、昇陽公司（Sun Microsystems）、視算科技公司（SGI）公司和其他一些公司销售。这些机型实际上绝大多数是索尼公司在自有工厂以统一机芯制造，属于贴牌产品。

## SONY CRT相關的演進及中文名稱
- Trinitron （柱面映像管時代，特麗霓虹）

- FD Trinitron （全平面映像管時代，FD特麗霓虹）

- Super Fine Pitch FD Trinitron （全平面映像管時代，超纖細織密特麗霓虹）